# 暗香 (电视剧)
《暗香》，曾用名《被爱放逐》，是一部2009年首播的中国大陆商战题材都市偶像剧，由天津市文化艺术音像出版社和北京汉韵唐风影视文化有限公司联合出品，黄晓明工作室参与摄制，知名导演杨文军执导，并由黄晓明、王珞丹、任东霖、张子琪、雷恪生、贾妮等人领衔主演，黄晓明同时担任该剧的策划。全剧以晚清年间一个南洋华工在海外的传奇创业经历为引子，讲述了身为该华工第四代继承人的男主人公在父亲死后回岛继承家业，不想却陷入了错综复杂的家族斗争和商业陷阱之中，历经艰险后，他终于化解了家族仇恨，回归祖国。
本剧于2008年10月9日在海南三亚正式开机，期间曾辗转广东开平、广州等地取景拍摄，至次年1月1日在北京杀青关机。2009年5月22日，本剧在广东公共频道全国首播，2011年8月21日、8月24日分别在东南、云南两家卫视黄金档上星播出。台湾则于2010年4月19日在中天娱乐台首播该剧。

## 剧情简介
这是一部关于南洋的中国家族-程氏企业的故事。程远是程氏家族的第四代继承人，他从海外归来，金蝉岛上等待着他的有家族仇恨和罪恶，也有亲情和爱情。

## 主要演员
| 演员   | 角色       |
| 黄晓明 | 程大、程远 |
| 王珞丹 | 伍月       |
| 任东霖 | 皮皮       |
| 张子琪 | 丽达       |
| 雷恪生 | 七叔       |
| 贾妮   | 二姐       |
| 张晓龙 | 李克金     |
| 杨幂   | 小金姑娘   |

## 電視劇歌曲
| 曲序 | 曲目               |      | 作曲 | 演唱   |
| ---- | ------------------ | ---- | ---- | ------ |
| 1.   | 你是天使（片尾曲） | 陈涛 | 王备 | 黄晓明 |